# Варганов, Леонид Николаевич
Леонид Николаевич Варганов — советский хозяйственный, государственный и политический деятель.

## Биография
Родился в 1926 году в Нижнем Новгороде. Член КПСС с 1953 года.
С 1950 года — на хозяйственной, общественной и политической работе. В 1950—1989 гг. — мастер, старший мастер, начальник участка цеха паровых молотов, секретарь парткома кузнечно-рессорного корпуса Горьковского автомобильного завода, второй секретарь, первый секретарь Автозаводского райкома КПСС города Горького, заместитель генерального директора ПО «ГАЗ» по кадрам.
Делегат XXIII съезда КПСС.
Умер в Горьком в 1989 году.